# Martingança
Martingança is een plaats (freguesia) in de Portugese gemeente Alcobaça en telt 1 039 inwoners (2001).